# سرآب مامیشان
سرآب مامیشان یک دریاچهٔ طبیعی است که در نزدیکی شهر تازه‌آباد مرکز بخش ازگله در شهرستان ثلاث باباجانی در استان کرمانشاه واقع شده‌است. سرآب مامیشان به عنوان یک منطقهٔ نمونهٔ گردشگری شناخته شده‌است.

## محل قرارگیری
سرآب مامیشان در دهستان سرقلعه و شهر تازه‌آباد قرار دارد که مرکز بخش ازگله در شهرستان ثلاث باباجانی استان کرمانشاه محسوب می‌شود. موقعیت قرارگیری سرآب آمیشان در فاصلهٔ ۳ کیلومتری نقطهٔ مرزی ایران و عراق است.

## منطقه نمونه گردشگری
منطقه نمونه گردشگری سراب مامیشان ثلاث باباجانی با شماره مصوبه ۲۲۶۰۱۲/ت ۴۱۹۲۴ در مورخه سوم اسفند ماه سال ۱۳۸۷ مورد تصویب دولت قرار گرفت.

## محیط زیست
اطراف سرآب مامیشان مملو از درختانی همچون بلوط، پستهٔ وحشی (بنه)، بادام کوهی، آلبالوی کوهی، گلابی وحشی، دار مازو، زالزالک، ارغوان، بید، صنوبر، چنار، توت، گردو و انار است.

## دیدنی‌ها
گورستان قدیمی روستای سرقلا در نزدیکی سرآب مامیشان قرار دارد که سنگ قبرهای بسیار قدیمی آن نشان می‌دهد که این منطقه از دیرباز مسکونی بوده‌است.

## استفاده از منابع آبی
در بهمن ۱۳۹۷ و پس از زلزلهٔ ازگله، مجوز برداشت از آب سراب مامیشان برای استفادهٔ اضطراری شهر ازگله صادر شد.